# Autigny (Seine-Maritime)
Autigny település Franciaországban, Seine-Maritime megyében. Lakosainak száma 320 fő (2022. január 1.). Autigny Bourville, Brametot, Canville-les-Deux-Églises, Crasville-la-Rocquefort és Fontaine-le-Dun községekkel határos.

## Népesség
A település népességének változása:
| Lakosok száma | 305  | 320  | 317  | 313  | 310  | 308  | 312  | 320  | 320  |
|               | 2013 | 2015 | 2016 | 2017 | 2018 | 2019 | 2020 | 2021 | 2022 |